# Callistemon linearifolius
Callistemon linearifolius là một loài thực vật có hoa trong Họ Đào kim nương. Loài này được (Link) DC. mô tả khoa học đầu tiên năm 1828.

## Hình ảnh

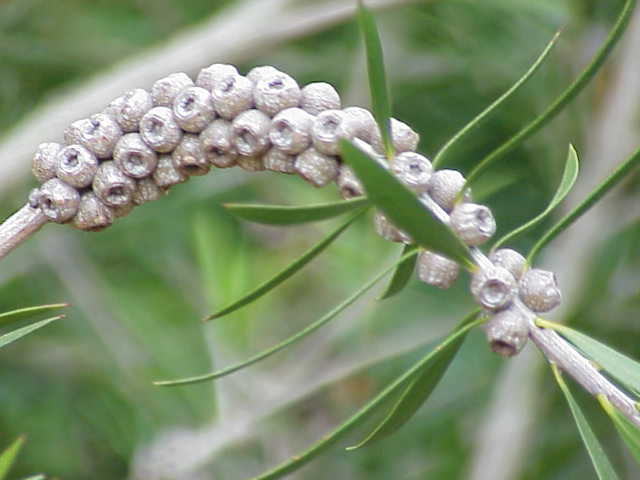
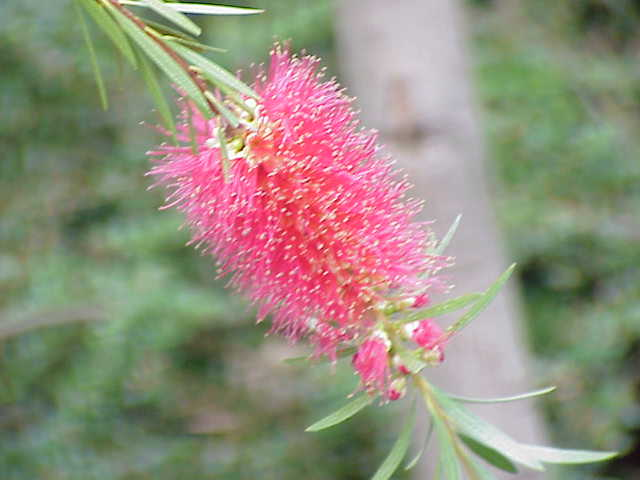